# Marian Sołtysiak

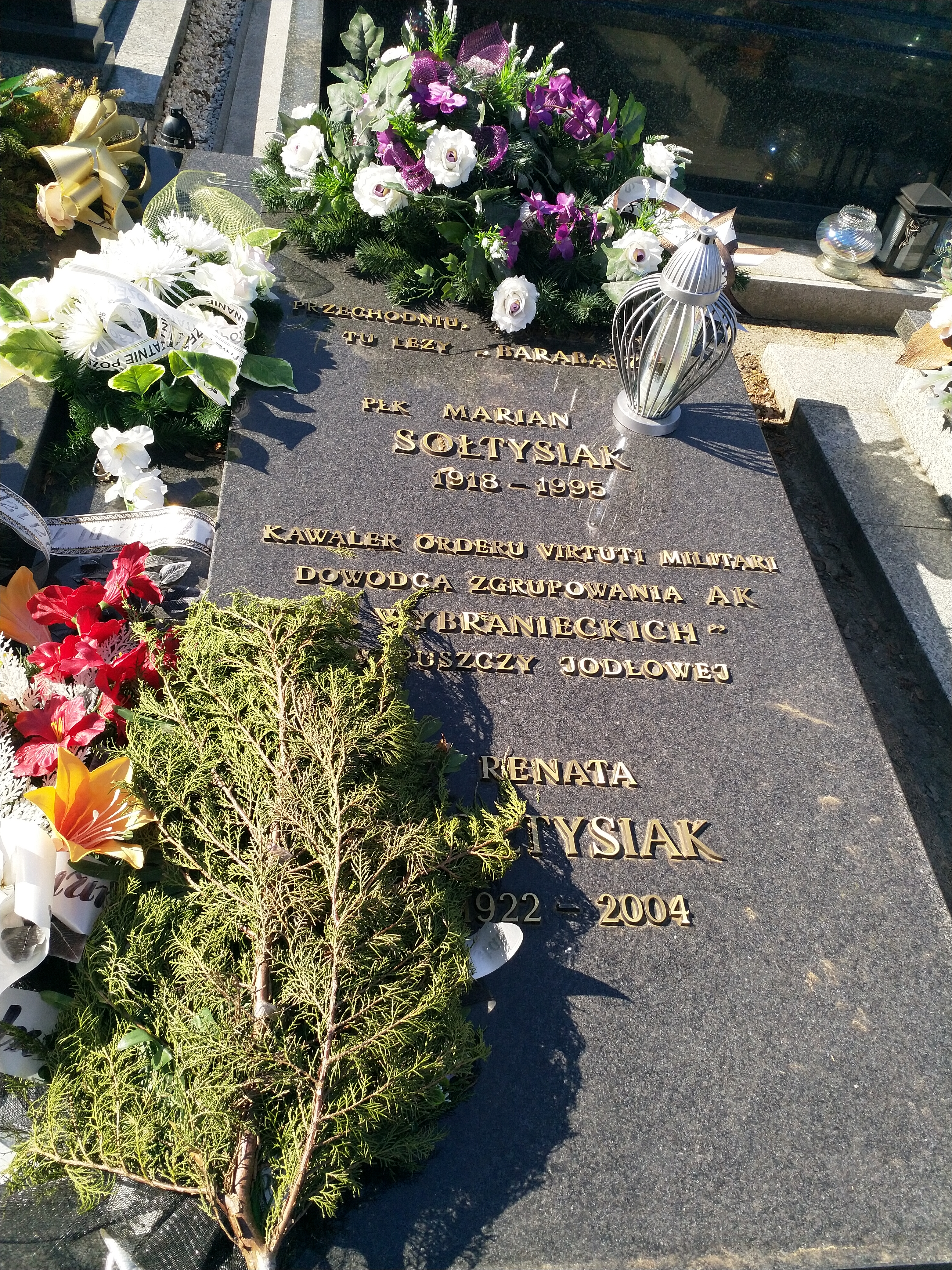
Grób M. Sołtysiaka na cmentarzu w Ełku

Marian Sołtysiak ps. „Barabasz” (ur. 1 lutego 1918 w Pile, k. Gnojna, zm. 18 grudnia 1995 w Kielcach) – dowódca partyzancki Armii Krajowej w Górach Świętokrzyskich. Dowódca oddziału „Wybranieccy”, pułkownik.

## Życiorys

### Dzieciństwo i edukacja
Marian Sołtysiak urodził się jako piąte z dziewięciorga dzieci (trzech synów i sześć córek) Michała i Franciszki z d. Pasternak. Ojciec był rządcą w majątku ziemskim hrabiego Uniewskiego w Gnojnie. Rodzina mieszkała początkowo w Gnojnie, a później w tzw. resztówce Piła k. Gnojna. Po ukończeniu szkoły powszechnej uczęszczał do Gimnazjum im. Mikołaja Reja w Kielcach. Był zdyscyplinowanym uczniem wyróżniającym się zdolnościami literackimi. Pisał wiersze i artykuły, współredagował (od 1936) szkolny miesięcznik „Gołoborze” m.in. wraz z Gustawem Herlingiem Grudzińskim. Zadebiutował tomikiem poezji pt. Gołoborze (Grupa Świętokrzyska, Kielce 1938), wydanym wspólnie z kolegami. Współredagował pismo młodzieżowe „Młodzi idą”. Był zastępowym „Sępów” w II drużynie KDH im. Henryka Dąbrowskiego. Był uczestnikiem Międzynarodowego Zlotu Harcerskiego w Spale, obozów w Trokach nad jeziorem Tataryszki, Cedzynie, Małogoszczu. Szczupły, niski chłopak, nie rzucający się w oczy, opanowany i spokojny, a przy tym ruchliwy i energiczny, łatwo nawiązywał kontakty z ludźmi. Harcerstwo przygotowało go do życia partyzanckiego i ukształtowało przywódcze cechy jego charakteru.

### Okres II wojny światowej
Po maturze został powołany do 4 pułku piechoty Legionów na kieleckiej Bukówce, gdzie ukończył Kurs Podchorążych Rezerwy. Latem 1939 zdał do Wyższej Szkoły Dziennikarskiej w Warszawie, ale nie zdążył podjąć nauki. W kampanii wrześniowej walczył w 154 pułku piechoty, który wycofał się na wschód. Pod Zamościem dostał się do niemieckiej niewoli, skąd uciekł i dotarł do domu rodzinnego w Gnojnie. 11 listopada 1939 wstąpił do Służby Zwycięstwa Polsce (późniejszy Związek Walki Zbrojnej przemianowany na Armię Krajową). Poszukiwany przez Niemców, od 1940 posługiwał się fałszywym nazwiskiem.
W lutym 1943 został mianowany komendantem Kierownictwa Dywersji Obwodu (Kedyw) i rozpoczął tworzenie oddziału partyzanckiego. Do jego oddziału przybywali początkowo mieszkańcy Wzdołu Rządowego, potem Suchedniowa i Kielc – oddział otrzymał przydomek „Wybranieccy” (maj 1943).
Pierwszą ważniejszą akcją oddziału było opanowanie Chęcin (marzec 1943) i rozbicie tamtejszego aresztu. W czerwcu 1943 oddział na rozkaz przemaszerował w rejon Cisowa, gdzie na uroczysku „Kwarta” (w miejscu obozu powstańców styczniowych), urządzono obozowisko.
Na początku 1943 oddział liczył 12 słabo uzbrojonych ludzi, ale pod koniec 1944 w skład oddziału wchodziło 300 dobrze uzbrojonych żołnierzy. Główna baza oddziału znajdowała się w lasach cisowskich nieopodal Daleszyc. Oddział „Wybranieccy”, jako jedyny w Górach Świętokrzyskich, nie był demobilizowany na okres zimy, prowadząc działalność dywersyjno-sabotażową i likwidacyjną.
Najważniejsze akcje „Wybranieckich” w 1943:
- spalenie dokumentów w 7 urzędach gminnych.
- likwidacja konfidentów.
- zamach na gestapowca Hansa Wittka (przeżył mimo 14 ran).
- rozbicie magazynu żywności w Jędrzejowie.

Akcje bojowe w 1944:
- opanowanie Daleszyc i liczne walki w tym rejonie.
- akcja na niemiecki pociąg urlopowy koło Miąsowej[1]
- opanowanie Chmielnika.
- wysadzenie słupów wysokiego napięcia.

Oddział „Wybranieckich” w miejscowości Zagórze koło Daleszyc zamordował w lutym 1944 w miejscowości Zagórze pięcioosobową rodzinę żydowską, w tym dwie małe dziewczynki.
W 1944 „Wybranieccy” utworzyli 1 kompanię I batalionu 4 pułku piechoty Legionów AK. Marian Sołtysiak został dowódcą 1 kompanii 4 pp Leg. AK, zaś w październiku 1944 dowódcą I batalionu 4 pp Leg. AK i pełnił tę funkcję do końca działalności Armii Krajowej.
Uczestniczył w realizacji planu „Burza” (marsz na pomoc powstaniu warszawskiemu), walczył pod Antoniowem, Zaborowicami i Radkowem. Po rozwiązaniu 2 Dywizji Piechoty AK oddział „Wybranieckich” został podzielony na mniejsze części i ulokowany w Dolinie Wilkowskiej (rejon Ciekot i Wilkowa), gdzie przebywał do nadejścia Armii Czerwonej.
W czasie działań „Wybranieckich” poległo 44 żołnierzy i dowódców. 15 maja 1944 odbył się konspiracyjny ślub „Barabasza” w kościele w Leszczynach z Renatą Nowak, znajomą z tajnych kompletów. Pan młody występował pod fałszywym nazwiskiem „Mateusz Sobczak”.

### Okres powojenny
19 stycznia 1945 rozkazem dowódcy Sił Zbrojnych w Kraju gen. Leopolda Okulickiego Armia Krajowa została rozwiązana. Marian Sołtysiak ujawnił oddział i oddał broń. Po wojnie „Barabasz” jak wielu jego kolegów był poszukiwany przez Urząd Bezpieczeństwa. Przez jakiś czas ukrywał się. Wyjechał za granicę: do Paryża i Londynu. Nie mogąc nawiązać kontaktu z emigrantami, wrócił do kraju po paru miesiącach. Powodem powrotu były także narodziny syna – Andrzeja (14 lipca 1945). Następnie wyjechał do Wrocławia, gdzie rozpoczął naukę na wydziale prawa. Był śledzony i szykanowany.
Podstępnie aresztowany w 1949 został osadzony w więzieniu we Wrocławiu, gdzie przebywał 2 lata. Torturowano go, znęcano się fizycznie i psychicznie, używając, jak określił, „metod z dna piekieł”. W 1951, po przewiezieniu do więzienia w Kielcach, odbyła się pokazowa rozprawa. Obrońcami byli Płoski i Józef Okińczyc. Marian Sołtysiak został skazany na 7 lat więzienia. Karę odbywał w więzieniu w Kielcach przy ul. Zamkowej, a następnie w krakowskim więzieniu na Montelupich. Po 5 latach odbywania kary (17 września 1954) został zwolniony ze względu na zły stan zdrowia. Początkowo zamieszkał u swojego brata – Piotra – w Koszęcinie. Wrócił do Kielc i zamieszkał z rodziną przy ul. Sienkiewicza 23. W mieszkaniu był założony podsłuch, a każdy jego krok był obserwowany. Zwalniano go z pracy, szykanowano, oskarżano o malwersacje finansowe.
W wydawanym w Londynie polskim czasopiśmie „Kronika” opublikowano 6 listopada 1965 napisany przez Sołtysiaka List otwarty do towarzysza broni z AK, którego adresatem jest Henryk Pawelec „Andrzej”, były żołnierz „Wybranieckich”. Tekst ma charakter agitacyjny, przedstawia bardzo pozytywny obraz PRL. Sołtysiak tłumaczy: „należę do ZBoWiD-u dla tych samych ideałów, które przyświecały nam w okresie okupacji. […] Wraz ze mną należeli i należą do niego nasi wspólni koledzy z oddziału. […] Wszyscy są członkami ZBoWiD-u, bo w ten sposób nadal chcą służyć Polsce – Polsce Ludowej. Bo innej nie ma”. W dalszej części listu przedstawia gen. Mieczysława Moczara, prezesa ZBoWiD, jako „rzecznika spraw kombatanckich” i „moralnego przywódcę”, odpowiadając w ten sposób na nieprzychylne komentarze emigracyjnych mediów polskich.
Sołtysiak współpracował z Radiem Kielce, pisał artykuły i wspomnienia do miejscowych gazet, choć czasami nie trafiały do druku ze względu na cenzurę. Poświęcił się pisaniu historii „Wybranieckich”. Ukazała się ona najpierw w prasie, w odcinkach, a następnie w formie książki pt. Chłopcy „Barabasza” wydanej przez PAX w 1967. Pod naciskiem cenzury musiał usunąć z książki wiele fragmentów.
W 1966 został sekretarzem Głównej Komisji Współpracy z Polonią Zagraniczną w Zarządzie Głównym ZBoWiD, w maju 1972 został członkiem Prezydium Zarządu Głównego ZBoWiD. Przeniósł się z rodziną do Warszawy.
Ryzykując, pomagał byłym żołnierzom i ich rodzinom, uczestniczył w spotkaniach byłych żołnierzy AK z ludnością Daleszyc i Cisowa. W 1972 po odejściu Moczara z funkcji prezesa ZG ZBoWiD-u przeszedł na wcześniejszą emeryturę. Długie miesiące spędzał w domku letniskowym w Milukach k. Ełku. W 1983 wspólnie z kolegami ufundował tablicę w kościele w Daleszycach, jako wyraz wdzięczności za pomoc okazaną w latach okupacji. Zmarł 18 grudnia 1995 w szpitalu w Kielcach. Został pochowany na cmentarzu komunalnym w Ełku.
Obecnie jego imię nosi Szkoła Podstawowa w Daleszycach oraz jednostka strzelecka 1007 Ełk.

## Oskarżenia o zbrodnie na Żydach
Prof. Joanna Tokarska-Bakir i dr Alina Skibińska opisują przypadki zabijania osób pochodzenia żydowskiego przez żołnierzy oddziału „Wybranieccy”, z pobudek rasowych, na rozkaz lub za wiedzą dowódcy, jednak sami żołnierze twierdzili w czasie procesów, w latach pięćdziesiątych, że wykonywali wyroki na konfidentach. Artykuł ukazał się w VII tomie rocznika „Zagłada Żydów”. Oskarżenia te potwierdził publicznie jeden z jego żołnierzy Henryk Pawelec ps. „Andrzej”, dowódca zwiadu konnego w oddziale, dodając, że „Barabasz” wiedział o takich ekscesach oddziału, jak napad na majątek hrabiny Mycielskiej, i je tolerował. Rodzina i członkowie Światowego Związku Żołnierzy AK odrzucają zarzuty i krytykują Henryka Pawelca oskarżającego Sołtysiaka.
Według dr. Tomasza Domańskiego z kieleckiej delegatury Instytutu Pamięci Narodowej śledczy prowadzący sprawę Sołtysiaka w latach 40. i 50. wymusili zeznania na przesłuchiwanym (poprzez bicie, sadzanie oskarżonego na nodze od krzesła i stosowanie konwejery). Badania akt przeprowadzone przez historyka wykazały nieprawidłowości – z jednego z przesłuchań zachowało się siedem protokołów, z których trzy miały tę samą datę; ponadto, zgodnie z aktami, Sołtysiak udzielał różnych odpowiedzi na to samo pytanie. Henryk Pawelec potwierdził jednak przypadki morderstw, o których było mu wiadomo i wskazał, że publikacja w roczniku „Zagłada Żydów” opiera się także na dokumentach z Jad Waszem i relacjach świadków.

## Odznaczenia
- Krzyż Srebrny Orderu Wojennego Virtuti Militari nr 13034
- Krzyż Walecznych
- Krzyż Armii Krajowej
- Medal Wojska Polskiego